# Potts Hill
Potts Hill est un quartier de la banlieue de Sydney se situant dans la zone d'administration locale de la ville de Bankstown, dans l'État de Nouvelle-Galles du Sud, en Australie).
Potts Hill se trouve à environ 21 kilomètres au sud-ouest du Central business district de Sydney. Elle est cernée au nord par Berala, au sud par Yagoona, à l'est par Chullora et à l'ouest par Birrong.